# Тайлер, Джуди
Джу́ди Та́йлер (англ. Judy Tyler), настоящее имя — Джу́дит Мэй Хесс (англ. Judith Mae Hess; 9 октября 1932, Манхэттен, Нью-Йорк — 4 июля 1957, Рок-Ривер, Вайоминг) — американская актриса.

## Биография
Джудит Мэй Хесс родилась 9 октября 1932 года в Милуоки (штат Висконсин, США) в семье трубача и танцовщицы. С раннего возраста Джуди обучалась балету, музыке и актёрскому мастерству.
Тайлер снялась в пяти фильмах и сериалах на протяжении 1947—1957 годов. В 1949 году Тайлер победила на конкурсе красоты «Miss Stardust».
Погибла в автокатастрофе, произошедшей 4 июля 1957 года в Рок-Ривер (штат Вайоминг, США). Вместе с 24-летней Джуди погиб её второй супруг — 19-летний актёр Грегори ЛаФайетт, за которого актриса вышла замуж за 3 с половиной месяца до смерти.
За 3 дня до смерти Тайлер завершила съёмки в фильме «Тюремный рок». Элвис Пресли, её коллега по этому фильму, был настолько расстроен смертью актрисы, что отказался когда-либо смотреть фильм.

## Фильмография
| Год  |   | Русское название         | Оригинальное название | Роль                              |
| ---- | - | ------------------------ | --------------------- | --------------------------------- |
| 1947 | с | Кукольный театр          | Puppet Playhouse      | Принцесса Саммерфалл Уинтерспринг |
| 1955 | с | Час Элгина               | The Elgin Hour        | карманник                         |
| 1957 | ф | Девушка-вор идёт Калипсо | Bop Girl Goes Calypso | Джо Томас                         |
| 1957 | с | Перри Мейсон             | Perry Mason           | Чери Чи-Чи/Ирен Килби             |
| 1957 | ф | Тюремный рок             | Jailhouse Rock        | Пегги ван Элден                   |